# Alfredo Toth
Alfredo Toth (Dock Sud, Buenos Aires, 21 de octubre de 1950) es un músico argentino, bajista, guitarrista, cantante y productor musical, integrante de la banda de rock Los Gatos (1967-1970), considerada una de las fundadoras del rock en español.
Luego de Los Gatos integró G.I.T. (1984-1994) una de las primeras bandas del rock latino en tener éxito continental. Desde mediados de la década de 1990 se ha desempeñado como productor musical junto a Pablo Guyot, trabajando con importantes bandas argentinas, como Los Piojos y Bersuit Vergarabat, entre otras.
En 2007, con motivo del 40.º aniversario de «La balsa», el primer éxito de Los Gatos, participó en las dos actuaciones que reunificaron a la banda.

## Biografía

### Inicio
Alfredo Toth nació en Dock Sud, partido de Avellaneda, Gran Buenos Aires. Sus primeros años con la música fueron con los Teddy Boys, grupo de amigos del barrio de La Boca, entre ellos Jorge Cabana y Luis Gentile. Se reunían en una iglesia evangélica y allí ensayaban.

### Los Gatos y «La balsa»
A mediados de la década de 1960 en Buenos Aires se concentraron una serie de circunstancias que terminarían generando un estilo musical original conocido como «rock nacional argentino». La beatlemanía desatada en 1964 empalmó con una generación (nacida aproximadamente entre 1945 y 1957), politizada y movilizada a través de organizaciones estudiantiles y sindicales, que comenzaba a enfrentarse en la calle a las dictaduras militares (sobre todo a partir de 1966), con una activa participación de los jóvenes, tanto varones como mujeres, de la extensa clase media del país. Esa generación simbolizó su identidad con el rock y la revolución sexual, que opusieron como ruptura radical al tango.
A comienzos de 1967, Alfredo Toth era un adolescente de 17 años, proveniente del barrio obrero de La Boca y conmovido por los Beatles y los Rolling Stones, cuando empezó a frecuentar el reducido pero ruidoso underground rockero y hippie de Buenos Aires.

En aquel entonces, el rock me dio vuelta la cabeza. Lo primero que escuché fueron los Beatles, cuando sacaron un álbum doble. Pero cuando escuché a los Rolling Stones mi cabeza giró, giró y giró...
Alfredo Toth, 1980

El underground contracultural porteño tuvo su epicentro en el triángulo formado por un precario local musical nocturno llamado La Cueva (Pueyrredón 1723), el Instituto Di Tella (Florida 900) y Plaza Francia. Allí se congregaban jóvenes como Litto Nebbia y Ciro Fogliatta, que hasta un año atrás se habían destacado tocando en televisión con Los Gatos Salvajes; Carlos Mellino y Alejandro Medina, que tenían un grupo llamado The Seasons; Javier Martínez, Pajarito Zaguri y Mauricio "Moris" Birabent, con Los Beatniks, Francis Smith y Los In, Miguel Abuelo, Tanguito y los periodistas-poetas como Pipo Lernoud y Miguel Grinberg. Sandro era uno de los que habían alquilado La Cueva, pero solo excepcionalmente participaba de esos encuentros.
A comienzos de 1967 Litto Nebbia se había instalado como el músico principal de La Cueva, y junto a Ciro Fogliatta habían comenzado a reorganizar su antigua banda, Los Gatos Salvajes, ahora con el nombre de Los Gatos, que terminó siendo la banda oficial de La Cueva. Es entonces que toman contacto con quienes serían los otros tres integrantes, Kay Galiffi, Oscar Moro y Alfredo Toth.

Con Ciro [Fogliatta] dormimos muchos meses en plazas, hasta que enganchamos algún que otro trabajo. Y seguimos tratando de armar un grupo nuevo. La cuestión es que terminamos llamando a un guitarrista y un baterista de Rosario: Kay [Galiffi] y [Oscar] Moro. Y no encontrábamos bajista. A mí me gustaba tocar el bajo, pero la idea es que el grupo tenía que ser un quinteto y cada uno tenía que hacer una cosa. Hasta que un día apareció Alfredo [Toth], que es de Avellaneda. Nos cayó bien. Pero en un momento agarró la viola y se sinceró: nunca había tocado el bajo en su vida. Entonces le dije: “Tocar el bajo es una boludez, yo te enseño” [risas]. Y empezó a tocar y fue un bajista de la san puta.
Litto Nebbia, 2005

De este modo, en marzo de 1967 Toth integró Los Gatos como bajista, junto a Litto Nebbia (voz), Ciro Fogliatta (órgano), Kay Galiffi (guitarra) y Oscar Moro (batería). Toth y Pappo constituirían el elemento "porteño" en una formación de rosarinos.
Por las noches, cuando terminaban las funciones en La Cueva, los rockeros iban a amanecer a las plazas o a los bares que permanecían abiertos toda la noche.

Cuando salíamos de la Cueva, si era verano nos íbamos a una plaza, y si era invierno nos íbamos a un bar, y nos quedábamos hasta las 8 de la mañana. En esas guitarreadas yo cantaba mis canciones y Moris, Javier y Tango cantaban las suyas. Esa época fue bastante parecida a la del tango.

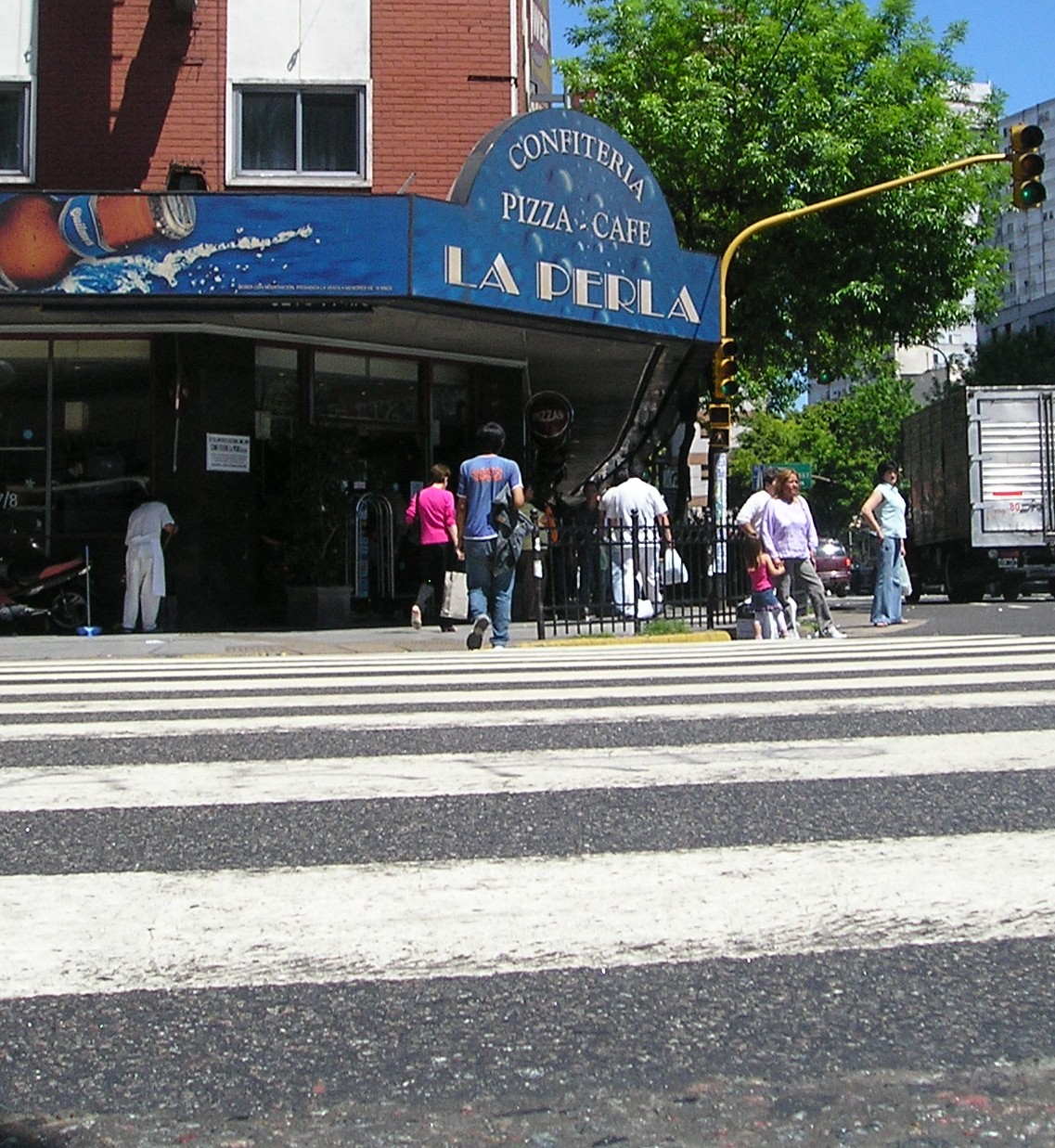
La Perla del Once, la pizzería donde nació en 1966-1967 el llamado rock nacional» de Argentina; se encontraba a pocos metros de la pensión Santa Rosa, donde vivían Los Gatos.

Entre esos bares estaba la pizzería La Perla del Once, frente a Plaza Miserere, en la esquina de las avenidas Rivadavia y Jujuy. El lugar era un punto de encuentro habitual porque estaba a la vuelta de la pensión Santa Rosa en la que vivían Kay, Ciro, Litto, Moro y otros músicos.
Kay Galifi recuerda así aquella época:

Era muy difícil. La policía acostumbraba a confundirnos con los vagabundos, sobre todo porque usábamos pelo largo. A veces dormíamos en ómnibus o en baños de cine, que allá en la Argentina se encontraban del lado de afuera. Cuando ganábamos algún dinero, dormíamos los cinco en un cuarto de hotel. Era un hotel bravo, de rascarse la noche entera. Había muchas putas y travestis... Nuestro dinero o alcanzaba para pagar el hotel o la comida. Lo que nos salvaba era que la pizza era barata.

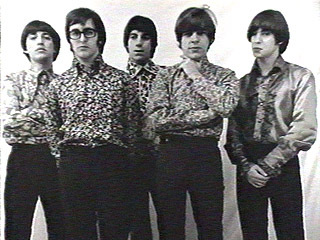
Los Gatos en 1967: De izquierda a derecha: Ciro Fogliatta (órgano), Kay Galifi (guitarra), Oscar Moro (batería), Litto Nebbia (voz, armónica y pandereta) y Alfredo Toth (bajo). «La balsa» (1967) fue su primer sencillo, desatando una fiebre juvenil masiva por el rock en español.

En La Perla del Once, Litto Nebbia y Tanguito compusieron «La balsa» en el otoño de 1967, canción considerada como el momento de inicio del rock nacional. Poco después, en junio de 1967 Los Gatos grabaron dos temas de rock en español para el sello RCA (Vik): "Ayer nomás" y "La balsa". El 3 de julio ambos temas fueron lanzados como simples y "La balsa" se convirtió en un imprevisto éxito masivo entre la juventud, vendiendo 250 000 placas.
Pocos meses después Los Gatos lanzaban su primer álbum, con todos temas de rock en español compuestos por Litto Nebbia, encabezado por "La balsa", y que incluía otros dos temas que también se volvieron hits: "Ayer nomás" y "El rey lloró".
El éxito de ventas abrió las puertas de la televisión y Los Gatos con Litto Nebbia a la cabeza, se volvieron rock stars. Ese verano "La balsa" se constituyó en el tema de la temporada 1967/1968 y la masividad de la banda se consolidó, desmintiendo la opinión, por entonces casi unánime, de que el rock debía cantarse en inglés y que el español carecía de la sonoridad adecuada y sería rechazado por el público. El éxito de Los Gatos, abrió el camino a nuevas bandas y cantantes de rock, como Manal, Almendra, Miguel Gandulfo, Moris, Vox Dei y Arco Iris que consolidarían al «rock nacional argentino» como género musical con identidad propia.
En 1969, luego de dos años de éxito, el grupo se separó y Alfredo Toth, Ciro Fogliatta y Kay Galiffi se establecieron en el Greenwich Village de Nueva York para tomar contacto directo con el movimiento rock y hippie. Al regresar a la Argentina a fines de ese año, Los Gatos se reunieron para una segunda etapa, pero ahora con Pappo Napolitano, reemplazando a Galiffi en la guitarra eléctrica, haciendo un rock más fuerte y elaborado, y también más cercano a los gustos personales de Alfredo Toth.

Cuando regresamos fue cuando se integró Pappo y cambiamos bastante. Fue la época de más polenta de los Gatos, hicimos más rock and roll.
Alfredo Toth

En los tres años que Los Gatos permanecieron juntos sacaron seis álbumes, que incluirían muchos otros éxitos del rock argentino, como "Los payasos no saben reír", "Viento dile a la lluvia", "Seremos amigos", "La chica del paraguas", "Mañana", "Eres un hada al fin", "Sueña y corre", "El otro yo del Sr. Negocios", "Soy de cualquier lugar", "Escúchame, alúmbrame", "Rock de la mujer perdida" (originalmente "Rock de la mujer podrida", título censurado), "Mujer de carbón".
En 1970 Litto Nebbia abandonó la banda y Los Gatos se separaron definitivamente.

### Después de Los Gatos y antes de G.I.T.
Después de Los Gatos, Alfredo Toth tuvo una trayectoria ambigua, integrando por un lado, el grupo comercial Santa Bárbara, pero por otro creando Sacramento (1972-1973), junto con el también ex Los Gatos Ciro Fogliatta, una banda que no logró adhesión masiva.

Grabamos un álbum que mataba, el segundo; pero la compañía no lo sacó y no podíamos trabajar sin disco. Eso nos llevó a la separación.
Alfredo Toth

Pasó por la banda de León Gieco, entre 1974 y 1976.
En 1976 integró Nito Mestre y Los Desconocidos de Siempre, la banda formada por Nito Mestre, luego de la separación de Sui Géneris, que incluía también a María Rosa Yorio (voz), Rodolfo Gorosito (guitarra), su excompañero en Los Gatos: Ciro Fogliatta (teclados) y Juan Carlos "Mono" Fontana (batería).
En 1980 Toth se encontró con Pablo Guyot y Willy Iturri que tocaban juntos desde Banana, una banda de rock-pop liderada por César "Banana" Pueyrredón que alcanzó gran éxito en los inicios del rock argentino luego de «La balsa». Los tres formaron un trío que comenzó a ser conocido como la banda de Raúl Porchetto, primero, grabando dos álbumes (Televisión y Metegol), luego —sin Guyot— participando en el álbum Santaolalla (1982) de Gustavo Santaolalla.
En 1983 y 1984 integró una excelente banda de soporte de Charly García, con Willy Iturri (batería), Pablo Guyot (guitarra), Daniel Melingo (saxo), Fabiana Cantilo (coros) y Fito Páez (teclados), presentando otro álbum histórico, Clics modernos, realizando la primera visita de Charly a Chile en una recordada presentación en el teatro Gran Palace a mediados de 1984 y grabando finalmente el álbum Piano Bar (1984). Desde un inicio el trío (Guyot, Iturri, Toth) tenía como proyecto formar una banda propia, algo que finalmente concretaron en 1984.

### G.I.T.: el éxito continental
Finalmente Alfredo Toth (bajo y primera voz), Pablo Guyot (guitarra y coros) y Willy Iturri (batería y coros) formaron G.I.T. en 1984. El nombre del grupo proviene de las iniciales de los apellidos de sus integrantes. Charly García fue el productor de su primer disco. Los temas «Acaba de nacer» y «La calle es su lugar (Ana)», de la primera placa, los llevó al reconocimiento del público. «Es por amor», tema destacado de su tercer álbum, considerada entre las mejores canciones del rock argentino y latino, los llevó al éxito, probablemente el primero a nivel continental de un grupo de rock latino moderno, abriendo así un fenómeno internacional que luego sería llevado a su punto más alto por Soda Stereo, Miguel Mateos y Virus. En esos años, entre 1989 y 1992, los tres se radicaron en Chile. También fueron exitosas las canciones: «Buenas noches, Beirut», «Siempre fuiste mi amor», «Tarado de cumpleaños» y «No te portes mal».

### Producción: la dupla Toth/Guyot
En 1994 Pablo Guyot y Alfredo Toth pensaron que GIT había cumplido su ciclo y luego de disolver la banda se dedicaron de lleno a la producción musical artística. Entre las bandas con las que han trabajado se encuentran: Los Piojos, La Zimbabwe, Bersuit Vergarabat, Intoxicados, Las Blacanblus, Enanitos Verdes, Daniela Herrero, Turf, Karamelo Santo, Ratones Paranoicos, Los Tipitos, La Mancha de Rolando, Guasones, Massacre, entre otros.
En 2005 ambos recibieron el Premio Konex por su trabajo como arreglistas y productores artísticos. Galardón que volvieron a obtenerlo nuevamente en 2015.

### Reunificación de Los Gatos
En 2007, con motivo del 40.º aniversario del lanzamiento de "La balsa", Los Gatos se reunificaron y decidieron realizar una gira latinoamericana, aunque solo terminaron siendo dos actuaciones en Argentina, y un nuevo álbum. Para integrar la banda se reunió la formación original: Litto Nebbia, Ciro Fogliatta, Alfredo Toth y Kay Galifi. Oscar Moro, el baterista de Los Gatos había fallecido en 2006. Para ocupar el lugar de Moro invitaron a integrarse a dos eximios bateristas del rock argentino: el ex Almendra Rodolfo García y Daniel Colombres.

## Trayectoria como músico
- 1967-1970: Los Gatos (rock en español)
- 1971-1972: Santa Bárbara
- 1972-1973: Sacramento
- 1974-1976: León Gieco
- 1976-1979: Nito Mestre y Los Desconocidos de Siempre
- 1980-1982: Banda de Raúl Porchetto
- 1982-1983: Piero con Prema
- 1983-1984: Charly García
- 1984-1994: G.I.T.
- 2007: Los Gatos
- 2010, 2017-presente: G.I.T.

## Discografía
Álbumes
1. Los Gatos (1967), Los Gatos
2. Seremos amigos (1968), Los Gatos
3. Viento dile a la lluvia (1968), Los Gatos
4. Beat Nº 1 (1969), Los Gatos
5. Rock de la mujer perdida (1970), Los Gatos
6. Inéditos (1972), Los Gatos
7. Volumen II (1972), Los Gatos
8. Sacramento (1972), Sacramento
9. Nito Mestre y los Desconocidos de Siempre (1977), con Nito Mestre y Los Desconocidos de Siempre
10. Nito Mestre y los Desconocidos de Siempre II (1978), con Nito Mestre y Los Desconocidos de Siempre
11. Saltaba sobre las nubes (1979), con Nito Mestre y Los Desconocidos de Siempre
12. Metegol (1980), Banda de Raúl Porchetto
13. Televisión (1981), Banda de Raúl Porchetto
14. En vivo (1982), con Nito Mestre y Los Desconocidos de Siempre
15. Santaolalla (1982), Banda de Gustavo Santaolalla
16. Piano Bar (1984), Banda de Charly García
17. G.I.T. (1984), G.I.T.
18. G.I.T. 2 (1985), G.I.T.
19. G.I.T. 3 (1986), G.I.T.
20. Inédito en vivo (1987), Los Gatos
21. Primera sangre (1988), G.I.T.
22. Distorsión (1992), G.I.T.
23. Inolvidables RCA: 20 Grandes Éxitos (2004), Los Gatos
24. 20 secretos de amor (2004), Los Gatos
25. Obras cumbres (2006), Los Gatos